# Галица (река)
Галица (Ручей Галичка, Голица) — река в России, протекает по Тульской области. Левый приток Гоголя.

## География
Река берёт начало у деревни Галичка, река в верхнем течении также носит название Галичка. Течёт на юго-восток. У деревни Малиновка сливается с рекой Сухая Галичка. Устье реки находится у деревни Теглево в 14 км по левому берегу реки Гоголь. Длина реки составляет 23 км, площадь водосборного бассейна — 156 км².

## Данные водного реестра
По данным государственного водного реестра России относится к Донскому бассейновому округу, водохозяйственный участок реки — Красивая Меча, речной подбассейн реки — бассейны притоков Дона до впадения Хопра. Речной бассейн реки — Дон (российская часть бассейна).
Код объекта в государственном водном реестре — 05010100112207000000624.